# Koninklijke Hoogovens
Koninklijke Hoogovens, voluit: Koninklijke Nederlandse Hoogovens en Staalfabrieken NV (kortweg Hoogovens of KNHS) was een staal, later ook aluminium producerend bedrijf in Velsen en Beverwijk. Sinds 2007 is het bedrijf onder de naam Tata Steel IJmuiden een onderdeel van Tata Steel Nederland binnen de Tata-groep.
Het bedrijf werd opgericht op 20 september 1918. Het bedrijf werd gefinancierd door de Nederlandse Staat, de Gemeente Amsterdam, Nederlandse ondernemingen en grote particuliere investeerders. Het werd gesitueerd in IJmuiden, vanwege de goede ligging aan zee en afvoermogelijkheden via het Noordzeekanaal. Voor de overheid diende het "eigen" staalbedrijf om de afhankelijkheid van geïmporteerd staal te dempen; de Nederlandse staat zou zich tot in de jaren 90 met het bedrijf bemoeien in de vorm van financiële steun. In 1999 fuseerde het met British Steel tot Corus.
Onder schaakliefhebbers is het vooral bekend als hoofdsponsor van het Hoogovens Schaaktoernooi, tegenwoordig Tata Steel-schaaktoernooi, een van de sterkst bezette schaaktoernooien ter wereld.

## Geschiedenis

### Opbouw
Omstreeks 1914 ontstonden de eerste denkbeelden aangaande een Nederlands hoogovenbedrijf, als initiatieven van de ondernemer H.J.E. Wenkebach en ingenieur Jan C. Ankersmit. In 1916 vertrok Ankersmit naar de Verenigde Staten, maar Wenkebach zette de plannen door. De bedoeling hiervan was om Nederland minder afhankelijk te maken van de import van staal. Door toedoen van de Eerste Wereldoorlog werden deze plannen actueel en in 1917 werd het Comité voor de oprichting van een Hoogoven- Staal- en Walswerk in Nederland opgericht.
Op 20 september 1918 werd de Koninklijke Nederlandsche Hoogovens en Staalfabrieken NV opgericht en in 1920 begonnen de werkzaamheden, waartoe wel een prachtig duingebied, De Breesaap geheten, werd opgeofferd. Lid van het oprichtingscomité was ook Dolph Kessler. In 1920 werd hij benoemd tot directeur en vanaf 1924 werd hij president-directeur. Dit zou hij blijven tot zijn dood in augustus 1945, met uitzondering van een periode tijdens de Tweede Wereldoorlog waarin hij door de Duitse bezetters vanwege zijn principiële houding op non-actief werd gesteld. Andere bestuurders uit de beginjaren waren Arnold Hugo Ingen Housz, Johan Frederik ten Doesschate en Willem van Vloten.
Na veel discussie over de juiste locatie van de fabrieken werd uiteindelijk de voorkeur gegeven aan IJmuiden boven Rotterdam. De ligging aan het Noordzeekanaal maakt immers de aanvoer van grondstoffen en de afvoer van eindproducten zeer goed mogelijk. In november 1918 werden enkele honderden hectaren duin- en bosgrond aangekocht direct ten noorden van de sluizen. In september 1919 werd begonnen met de aanleg van een haven voor de aanvoer van steenkool en ijzererts. Om deze haven te bereiken was het niet nodig de sluizen van IJmuiden te passeren. Weer een jaar later startte de bouw van een cokesfabriek en twee hoogovens, voldoende voor een productie van 200.000 ton ruwijzer per jaar. Medio 1923 was de bouw afgerond. De eerste 4.000 ton Zweeds ijzererts werd gelost op 6 september 1923, en op 22 januari 1924 werd Hoogoven nummer 1 aangestoken en het eerste ijzer geproduceerd. De tweede hoogoven werd in 1926 in werking gesteld en begin jaren 30 van de 20e eeuw de derde.

### Industrieel complex
Al in een vroeg stadium ontstond er een industrieel complex, waarbij ook de reststoffen werden verwerkt tot nuttige producten. Zo werd in 1924 de Bijproductenfabriek in werking gesteld, waar het kooksovengas gereinigd werd van steenkoolteer. Dit laatste werd naar de Cindu te Uithoorn verscheept voor verdere verwerking. Het gas werd in de eigen energiecentrale verstookt of als stadsgas aan naburige gemeenten geleverd.
Ook in 1924 werd de Phoenix Steenfabriek opgezet, die metselstenen uit hoogovenslakken vervaardigde. Hiervan werden diverse gebouwen op het Hoogoventerrein opgetrokken, maar de productie bleek niet economisch levensvatbaar en werd in 1927 gestaakt.

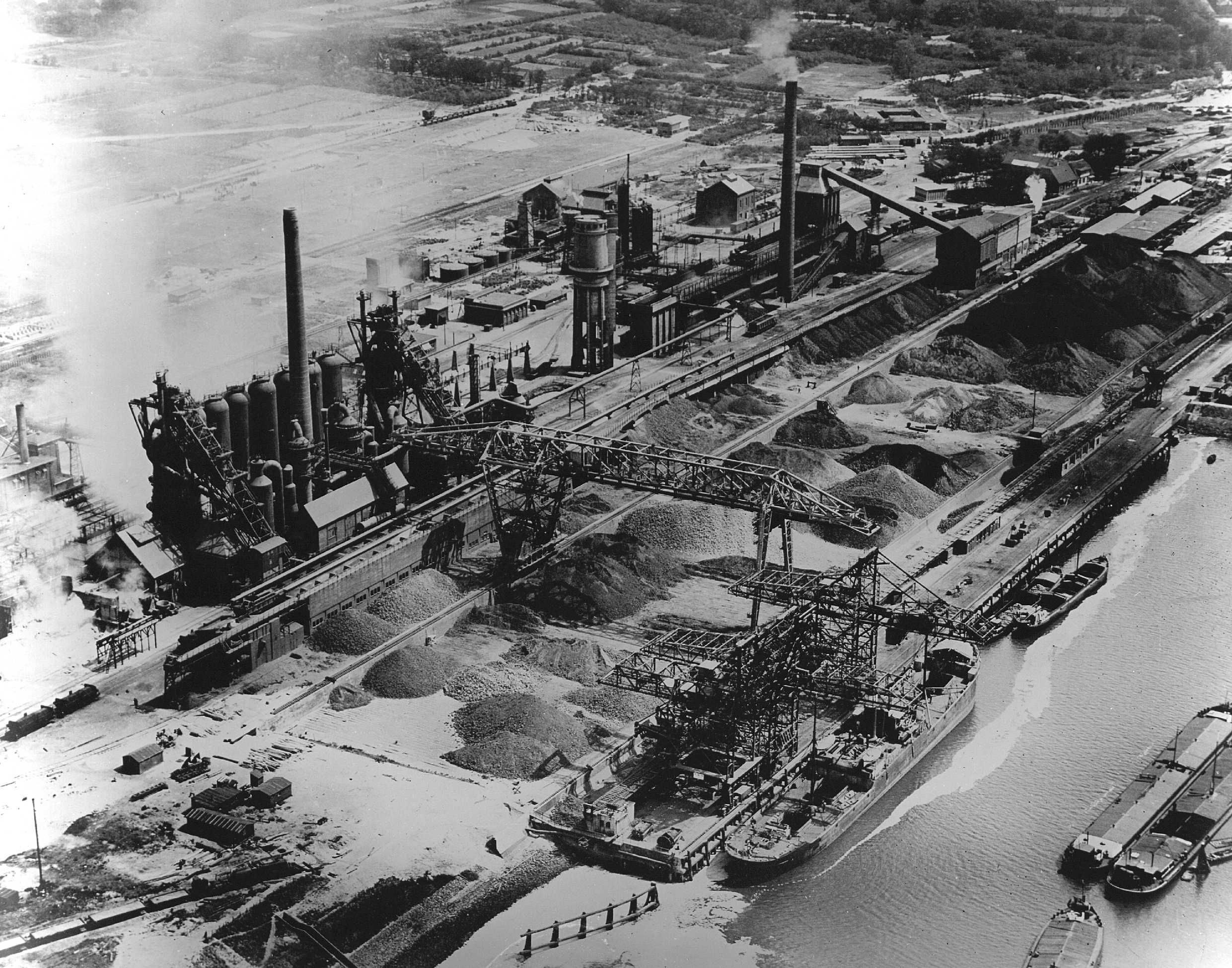
Het terrein van Hoogovens in 1928

In 1928 werd de Maatschappij tot Exploitatie van Kooksovengassen (Mekog) opgericht. Later ging dit bedrijf ook kunstmest maken uit slakken. Het Provinciaal Elektriciteitsbedrijf van Noord-Holland (P.E.N.) bouwde in 1931 een krachtcentrale te Velsen-Noord. Deze verbrandde de restgassen.
In 1930 kwam de Cementfabriek IJmuiden (Cemij) tot stand, die slakken tot cement verwerkte.
De papierfabriek van Van Gelder maakte gebruik van de afgewerkte stoom van het Hoogovenbedrijf. De Papierfabriek was reeds in 1896 te Velsen gebouwd, nadat het Noordzeekanaal was gegraven.
Op 21 oktober 1939 werden de eerste aandelen van de Koninklijke Nederlandsche Hoogovens en Staalfabrieken NV op de Amsterdamse effectenbeurs genoteerd.

### Verdere uitbouw

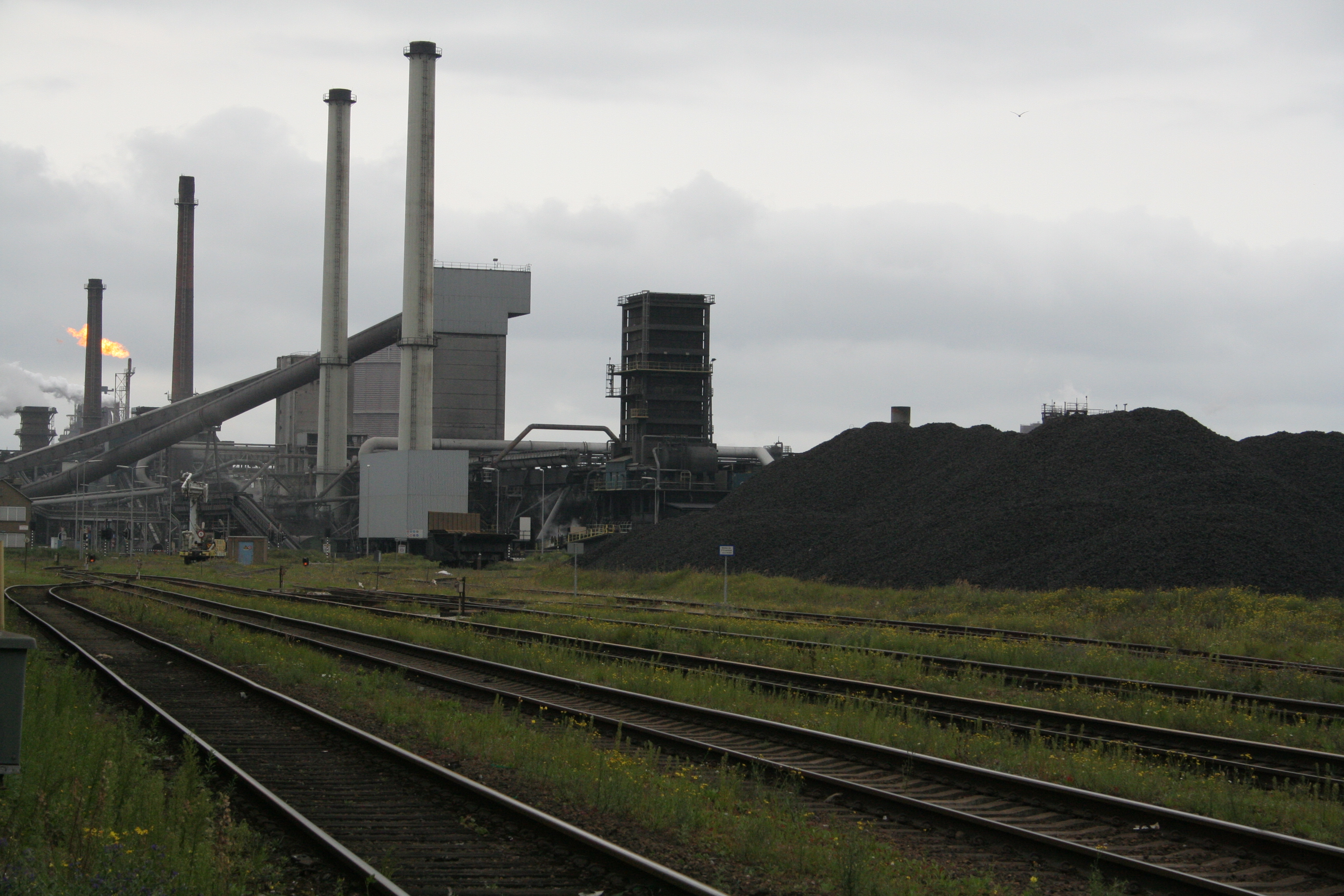
Terrein van Hoogovens in Beverwijk.

In 1936 startte de productie van gietijzeren buizen, en in 1939 begon de staalproductie in de Martin Staalfabriek (MSF). In 1972 werd deze fabriek stilgelegd. Daarvoor in de plaats kwam het oxystaalproces. Oxystaalfabriek 1 werd in 1958 geopend en oxystaalfabriek 2 in 1968.
In 1938 werd besloten om een walserij voor scheepsplaat op te zetten, de Walserij West. Tijdens de Tweede Wereldoorlog werden de Hoogovens door de bezetter gebruikt voor ijzerproductie voor de oorlogsindustrie. Dat, en de nabijheid van een Duitse duikboothaven in IJmuiden, leidde ertoe dat het complex een aantal maal door de geallieerden werd gebombardeerd. Uiteindelijk werden de machines door de bezetter naar Duitsland verplaatst, en ze kwamen in 1946 weer terug. In 1947 werd deze fabriek in gebruik genomen. Ze werd gesloten in 1992.
In 1937 startte Van Leer's Walsbedrijven op het terrein van Hoogovens met een fabriek. Deze werd in 1941 door Hoogovens overgenomen als Walserij Oost. In 1953 werd deze uit productie genomen.
In 1950 werd de Breedband N.V. opgezet, dat mede door de Marshallhulp werd gefinancierd. Het kreeg een afzonderlijke structuur. De fabriek bestond uit een warmband- en koudbandwalserij en een dompelvertinnerij. De fabriek werd in 1953 geopend. Producten waren onder meer plaatstaal en blik. In 1958 werd een elektrolytische vertinbaan in gebruik genomen. In 1965 werd Breedband geheel door KNHS overgenomen.
Men overwoog de staalproductie uit te breiden. Dit leidde tot de bouw van Hoogoven 4 en 5. Deze kwamen achtereenvolgens in 1958 en 1961 in gebruik. De oudere hoogovens werden nu voor speciale producten gebruikt. In 1964 werd de Staaf- en Draadwalserij (SDW) in bedrijf genomen, doch deze werd in 2000 weer stilgelegd. Dit gebouw was anderhalve kilometer lang.
In de jaren 60 van de 20e eeuw besloot men te diversificeren. In 1966 werd daartoe de aluminiumsmelter Aldel te Delfzijl in gebruik genomen. Later in dat jaar publiceerde Hoogovens grootse plannen om vier miljoen ton staal per jaar te gaan produceren. Over de volle breedte van het productieproces zijn nieuw installaties gepland waaronder hoogoven 6, oxystaalfabriek 2, blokwalserij 3, warmbandwalserij 2 en koudbandwalserij 2.
Omstreeks 1970 werd een plan gelanceerd een Hoogovens-vestiging in het Rijnmondgebied te vestigen. Onder meer door protesten van het Centraal Aksiekomitee Rijnmond en andere actiegroepen ging dit niet door.
In 1972 fuseerde de Koninklijke Hoogovens met het Duitse Hoesch tot het Estel-concern. Al in 1982 werd deze fusie ongedaan gemaakt.
In 1981 werd de eerste continugietmachine voor staal in gebruik genomen. Dit betekende het einde van het blokgieten en de blokwalserijen. Als eerste ging dat jaar blokwalserij 1 dicht. In 1984 werd in oxystaalfabriek 2 de eerste vacuümpanbehandelingsinstallatie geïnstalleerd waarmee de kwaliteit van het staal verbeterde. In 1991 werden Hoogovens 3, 4 en 5 gesloten. De laatste van deze drie werd in 1997 ontmanteld en alleen de grote Hoogovens 6 en 7 produceren nog ruwijzer.

## Gebouwen
Het hoofdgebouw uit 1951 is een ontwerp van de Nederlandse architect Willem Dudok in samenwerking met zijn compagnon Robert Magnée. Zij wonnen een prijsvraag die voor het ontwerp was uitgeschreven in 1947.
Het hoofdgebouw bestaat uit een langwerpig kantoorgebouw van drie verdiepingen dat onderbroken wordt door een bijna even hoge glazen poort die toegang geeft tot het productieterrein.
Links voor de poort was de eerste vleugel. Hierin bevond zich de tekenkamer. Een tweede vleugel is de zogenaamde gouden vleugel, de plaats van de directie. Hoofdgebouw, tekenkamer en gouden vleugel vormen de drie wanden van een plein dat de entree vormt. Aan de 'achterkant' van het gebouw, aan de kant van de productie, zijn in de loop der jaren nog drie vleugels aangebouwd. Een van de redenen dat het ontwerp van Dudok de prijsvraag won, is dat het hoofdgebouw zich goed leende voor uitbreiding.
De buitenkant van de gebouwen is bekleed met bruine tegelstrips om de aanslag van luchtvervuiling niet direct zichtbaar te laten zijn. Alleen de zogenaamde gouden vleugel is bekleed met wit natuursteen. In het hoofdgebouw was er tot voor kort een werkende paternosterlift.

## Corus en Tata Steel
In 1999 fuseerde Koninklijke Hoogovens met de Britse sectorgenoot British Steel. Koninklijke Hoogovens vertegenwoordigde vervolgens een aandeel van 38,3% in het gevormde Corus dat toen de op twee na grootste staalproducent ter wereld werd. In 2007 kwam Corus, en daarmee Hoogovens, in handen van het Indiase Tata Steel en meer specifiek Tata Steel Europe. In 2021 werden de Europese activiteiten van Tata Steel opgedeeld in een Britse en een Nederlandse tak. Tata Steel UK en Tata Steel Nederland vallen rechtstreeks onder het Indiase moederbedrijf en Tata Steel Europe hield op te bestaan. Ondanks de splitsing heet de afdeling in IJmuiden onder Tata Steel Nederland nog steeds Tata Steel IJmuiden.

## Mijlpalenen andere belangrijke gebeurtenissen
- 1914: Eerste plannen.
- 1918: Oprichting van Hoogovens.
- 1920: Start van de bouw van het bedrijf.
- 1924: Ingebruikname van de eerste hoogoven.
- 1926: Ingebruikname van de tweede hoogoven.
- 1928: Oprichting van de Maatschappij tot exploitatie van Kooksovengassen (Mekog).
- 1930: Oprichting van de Cementfabriek IJmuiden (Cemij) door Hoogovens. Ingebruikname van de derde hoogoven.
- 1931: Oprichting van het Staalstudiebureau voor onderzoek naar verdere uitbreiding van het bedrijf. Bouw van de PEN-centrale.
- 1935: Bouw van een staalfabriek volgens het Siemens-Martinproces en een walserij voor dikke plaat.
- 1936: Start van de productie van gietijzeren buizen.
- 1938: Ingebruikname van de plaatwalserij.
- 1939: Ingebruikname van de profiel- en strippenwalserij en de staalfabriek.
- 1939: Notering aan de Amsterdamse effectenbeurs.
- 1940: Na de Duitse inval in Nederland worden de koelinstallaties van de Hoogovens opgeblazen door de Marine.[7]
- 1941: Overname van Van Leer's Walsbedrijven door Hoogovens, hernoemd tot Walserij Oost.
- 1943: Op 9 januari vallen bij een bombardement 10 doden. In totaal komen tijdens de oorlog 22 medewerkers van de Hoogovens bij bombardementen om het leven.
- 1948: Ingebruikname van de ruwijzergietmachine.
- 1951: Opening van het hoofdgebouw naar ontwerp van Willem Dudok.
- 1953: Beëindiging van de productie van Walserij Oost.
- 1958: Ingebruikname van de vierde hoogoven.

- 1961: Ingebruikname van de vijfde hoogoven.
- 1963: Invoering van het zeester-logo.
- 1965: Overname van foliewalserij Aluminium Vaassen.
- 1966: Ingebruikname van aluminiumsmelter Aldel te Delfzijl.
- 1972: Fusie van Hoogovens en Hoesch tot Estel.
- 1972: Beëindiging van de productie van de drie oudste hoogovens.
- 1975: Sloop van de drie oudste hoogovens (de fundamenten werden pas in 1989 verwijderd).
- 1982: Fusie van Hoogovens en Hoesch wordt ongedaan gemaakt.
- 1987: Overname van Kaiser Aluminium, waarmee Hoogovens tot de grootste vier aluminiumproducenten van Europa gaat behoren.
- 1989: Koopt een 20% aandelenbelang in Aluminerie Alouette (Canada). In juni 1992 start de productie.
- 1999: Fusie van Hoogovens en British Steel tot Corus.
- 2007: Overname van Corus door Tata Steel.
- 2010: Hernoeming van Corus in Tata Steel Europe.

## Resultaten
Hoogovens heeft de laatste tien jaren voor de fusie met British Steel goede resultaten behaald. In slechts één jaar, 1992, leed het bedrijf een negatief bedrijfsresultaat van ƒ 41 miljoen. De staalproductie was het laagst in 1991 en het hoogste in 1998, bijna 7 miljoen ton. De productie van aluminium in de twee eigen smelters was in deze tien jaar gestegen van 175.000 ton op jaarbasis naar 225.000 ton. Hoogovens verkocht ongeveer de dubbele hoeveelheid aan bewerkte aluminiumproducten. In 1992 stond de staalmarkt onder zware druk, de Sovjet-Unie was uit elkaar gevallen en ook uit de voormalige Oostbloklanden werd veel staal geëxporteerd waardoor de prijs in West-Europa in elkaar stortte. Hoogovens nam in 1992 een grote buitengewone last van bijna ƒ 600 miljoen om kostenbesparende maatregelen te nemen; de daling van de werkgelegenheid van bijna 27.000 in 1992 naar minder dan 20.000 in 1994 wordt hierdoor verklaard.
| Jaar      | Netto omzet      | Bedrijfsresultaat | Nettoresultaat  | Werknemers | Staalproductie  |
| --------- | ---------------- | ----------------- | --------------- | ---------- | --------------- |
| 1989      | ƒ 9.011 miljoen  | ƒ 997 miljoen     | ƒ 751 miljoen   | 27.872     | 5,4 miljoen ton |
| 1990      | ƒ 8.429 miljoen  | ƒ 660 miljoen     | ƒ 298 miljoen   | 27.443     | 5,2 miljoen ton |
| 1991      | ƒ 8.095 miljoen  | ƒ 215 miljoen     | ƒ (51) miljoen  | 27.546     | 4,9 miljoen ton |
| 1992      | ƒ 7.722 miljoen  | ƒ (41) miljoen    | ƒ (595) miljoen | 26.799     | 5,2 miljoen ton |
| 1993      | ƒ 7.219 miljoen  | ƒ 41 miljoen      | ƒ (234) miljoen | 23.875     | 5,8 miljoen ton |
| 1994      | ƒ 7.934 miljoen  | ƒ 597 miljoen     | ƒ 354 miljoen   | 19.968     | 5,9 miljoen ton |
| 1995      | ƒ 8.100 miljoen  | ƒ 960 miljoen     | ƒ 507 miljoen   | 19.387     | 6,1 miljoen ton |
| 1996      | ƒ 7.933 miljoen  | ƒ 573 miljoen     | ƒ 326 miljoen   | 19.167     | 6,2 miljoen ton |
| 1997      | ƒ 9.996 miljoen  | ƒ 813 miljoen     | ƒ 498 miljoen   | 22.800     | 6,7 miljoen ton |
| 1998      | ƒ 10.811 miljoen | ƒ 850 miljoen     | ƒ 415 miljoen   | 22.790     | 6,7 miljoen ton |
| 1998      | € 4.906 miljoen  |                   | € 188 miljoen   |            |                 |
| 2005      | € 2.200 miljoen  |                   |                 | 9500       | 6,9 miljoen ton |
| 2007      |                  |                   | € 695,6 miljoen |            |                 |
| 2014/2015 |                  |                   | € 344,4 miljoen | 9000       |                 |
| 2015/2016 |                  |                   | € 155,7 miljoen | 9000       | 7 miljoen ton   |
| 2017      |                  |                   |                 | 9000       | 7 miljoen       |

## Naslagwerken
- Dr. J.J. Dankers e.a., Hoogovens 1945-1993, Sdu Uitgeverij Den Haag, 1993, ISBN 90 12 08030 4
- W. Nieuwenhuys, Concern in beweging: 75 jaar Hoogovens, Hoogovens Groep 1993, ISBN 90 6611 023 6